# Frédéric Pardo
Frédéric Pardo est un peintre français né le 7 février 1944 et mort le 19 décembre 2005. Dans les années 1960, il a fait partie avec Philippe Garrel, Tina Aumont ou encore Daniel Pommereulle du groupe Zanzibar. Il était aussi connu pour son dandysme et pour avoir été l'un des premiers à Paris à porter les cheveux longs.
François Mitterrand lui a passé commande d'un portrait.
Son père, Ferdinand Pardo, était antiquaire et avait ouvert la galerie Pardo, boulevard Haussmann à Paris. Il est le filleul de Jean-Paul Sartre et de Madeleine Malraux.

## Filmographie

### Réalisateur
- 1968 : Home movie autour du lit de la vierge

### Acteur
- 1976 : Le Berceau de cristal de Philippe Garrel : lui-même
- 1984 : Cinématon #318 de Gérard Courant : lui-même

## Peintures
- 1962 : Le Cri, huile et tempera sur bois, 30 x 50, collection Natacha Massine
- 1962-1963 : Totem et Tabou, huile sur bois, 32 x 51, collection de l'artiste
- 1962-1963 : Le discours du Pape Pie XII, huile et tempera sur toile, 92 x 73cm, collection privée
- Le Phare, huile et tempera sur bois, 79 x 63,5 cm, collection privée
- 1965 : La Femme au masque, huile et tempera sur bois, 35 x 27,5 cm, collection privée
- 1966 : Portrait de Tina Aumont, huile et tempera sur bois, 35 x 27 cm, collection privée
- 1966 : Hatam, huile et tempera sur toile, 83 x 66, collection de l'artiste
- 1966 : Les Grenouilles, huile et tempera sur toile, 81 x 54cm, collection privée
- 1966 : Portrait de Millarespa sage bouddhiste, huile et tempera sur bois, 121 x 64 cm, collection de l'artiste
- 1968-1969 : L'Explosion, huile et tempera sur bois, 92 x 51 cm, collection de l'artiste
- 1970 : Portrait de Pierre Clémenti, huile et tempera sur bois, 59 x 49 cm, collection de l'artiste
- 1971 : Portrait de Pierre Clémenti, huile et tempera sur bois, 197 x 104 cm, collection de l'artiste
- 1975 : Le Berceau de cristal, huite et tempera sur toile, 92 x 73 cm, collection de l'artiste
- 1975-1976 : Portrait de Daniel Pommereulle, huile et tempera sur toile, 150 x 100 cm, collection Jackie Raynal Saleh
- 1975-1976 : Portrait de Philippe Garrel dans la chambre de Van Gogh, huile et tempera sur toile, 150 x 100 cm, collection de l'artiste
- 1976 : Portrait de Philippe Garrel, huile et tempera sur toile, 197 x 104 cm, collection de l'artiste
- 1977 : Portrait de François Mitterrand, huile et tempera sur toile, 150 x 100cm, collection privée
- 1978 : Portrait de Marcel Marceau, huile et tempera sur bois, 116 x 88 cm, collection privée
- 1983 : Portrait du Président François Mitterrand, huile et tempera sur toile, 195 x 97 cm, collection privée
- 1985 : Portrait d'Edward, huile et tempera sur toile, 116 x 89 cm, collection privée
- 1986 : Paysage, huile et tempera sur toile, 150 x 100 cm
- 1992-1993 : Nature morte, huile et tempera sur toile, 89 x116 cm, collection de l'artiste
- 1993 : Nature morte, 1993, huile et tempera sur toile, 78 x 58 cm, collection de l'artiste

## Expositions
- 1975 : Galerie de Seine, Paris
- 1984 : Galerie Jean-Pierre Lavignes, Paris
- 1988 : Galerie Abel Rambert, Paris
- 2013 : Galerie Loevenbruck, Paris